# Юніон Тауншип (округ Вашингтон, Пенсільванія)
Юніон Тауншип (англ. Union Township) — селище (англ. township) в США, в окрузі Вашингтон штату Пенсільванія. Населення — 5374 особи (2020).

## Демографія
Згідно з переписом 2010 року, у селищі мешкало 5700 осіб у 2527 домогосподарствах у складі 1661 родини. Було 2674 помешкання
Расовий склад населення:
| - 98,0 % — білих - 0,7 % — чорних або афроамериканців - 0,3 % — азіатів - 0,2 % — корінних американців |

До двох чи більше рас належало 0,6 %. Частка іспаномовних становила 0,7 % від усіх жителів.
За віковим діапазоном населення розподілялося таким чином: 18,0 % — особи молодші 18 років, 61,2 % — особи у віці 18—64 років, 20,8 % — особи у віці 65 років та старші. Медіана віку мешканця становила 47,8 року. На 100 осіб жіночої статі у селищі припадало 95,7 чоловіків;  на 100 жінок у віці від 18 років та старших — 94,3 чоловіків також старших 18 років.
Середній дохід на одне домашнє господарство  становив 61 706 доларів США (медіана — 53 958), а середній дохід на одну сім'ю — 71 687 доларів (медіана — 63 911). Медіана доходів становила 53 295 доларів для чоловіків та 38 843 долари для жінок. За межею бідності перебувало 11,4 % осіб, у тому числі 21,4 % дітей у віці до 18 років та 7,3 % осіб у віці 65 років та старших.
Цивільне працевлаштоване населення становило 2764 особи. Основні галузі зайнятості: освіта, охорона здоров'я та соціальна допомога — 20,7 %, будівництво — 14,1 %, роздрібна торгівля — 11,9 %, науковці, спеціалісти, менеджери — 10,5 %.